# 卡斯蒂利亚的埃莉诺
卡斯蒂利亞的艾莉諾 （英語：Eleanor of Castile；1241年—1290年11月28日）是西班牙公主，卡斯蒂利亞國王斐迪南三世之女，英格蘭金雀花王朝國王爱德华一世的首任王后。1241年生於西班牙卡斯蒂利亞王國，1290年11月28日在英國诺丁汉郡去世。
兩人婚後感情極好，是中世紀難得的恩愛夫妻，一直形影不離，艾莉諾曾陪伴愛德華前往十字軍東征，在以色列生下女兒。
艾莉諾死後，愛德華非常悲痛，在靈柩從林肯運回倫敦的十二個停尸點，修建了十二座紀念碑，名為“艾莉諾十字架”。
現有數座艾莉諾十字架幸存，但多為後期重建的仿製品。最著名的一座位於倫敦市中心查令十字，據說查令十字的名稱就是從艾莉諾十字而來。
艾莉諾比大多數中世紀的王后，受過更好的教育，對英國施加了強烈的文化影響。 她熱心於文學，並鼓勵英國，使用西班牙風格的掛毯，地毯和餐具，以及西班牙創新的花園設計。她也是一個成功的女商人，擁有自己的財富，母親去世后，她繼承龐蒂厄伯國，成為龐蒂厄女伯爵。